# I ragazzi di padre Murphy
I ragazzi di padre Murphy (Father Murphy) è una serie televisiva statunitense ideata da Michael Landon in 35 episodi, trasmessi per la prima volta nel corso di 2 stagioni dal 1981 al 1983. In Italia è conosciuta anche con il titolo Storie della prateria.

## Trama
La serie è ambientata nel vecchio West ed è incentrata sulle vicende di un uomo che arriva in una cittadina e decide di fingersi prete per prendersi cura di un gruppo di orfani.

## Episodi
| Stagione         | Episodi | Prima TV USA |
| ---------------- | ------- | ------------ |
| Prima stagione   | 22      | 1981-1982    |
| Seconda stagione | 13      | 1982-1983    |

## Personaggi e interpreti

### Personaggi principali
- John Michael Murphy (stagioni 1-2), interpretato da Merlin Olsen, doppiato in italiano da Diego Reggente.[1]
- Mae Woodward (stagioni 1-2), interpretata da Katherine Cannon, doppiata in italiano da Franca De Stradis.[1]
È una insegnante, sposa Murphy alla fine della prima stagione quando viene rivelata la vera identità di quest'ultimo per mantenere la custodia dei bambini.
- William Adams (stagioni 1-2), interpretato da Timothy Gibbs, doppiato in italiano da Ilaria Stagni.[1]
- Moses Gage (stagioni 1-2), interpretato da Moses Gunn.
È un minatore di colore e amico di Murphy.
- Ephram Winkler (stagioni 1-2), interpretato da Scott Mellini.
- Lizette Winkler (stagioni 1-2), interpretata da Lisa Trusel, doppiata in italiano da Doralba Picerno.[1]
- David Sims (stagioni 1-2), interpretato da Kirk Brennan.
- Matt Sims (stagioni 1-2), interpretato da Byron Thames.
- John (stagioni 1-2), interpretato da Michael Reynolds.
- Jason (stagioni 1-2), interpretato da Jason Anderson.

### Personaggi secondari
- Padre Joe Parker (stagioni 1-2), interpretato da Richard Bergman.
- Sceriffo (stagioni 1-2), interpretato da Charles Cooper.
- Griffith (stagioni 1-2), interpretato da Bob G. Anthony.
- Mr. Rodman (stagione 1), interpretato da Charles Tyner.
- Dottor Thompson (stagioni 1-2), interpretato da Warren Munson.
- Eli (stagione 2), interpretato da Chez Lister.
- Miss Tuttle (stagione 1), interpretata da Ivy Bethune.
- Paul Garrett (stagioni 1-2), interpretato da Burr DeBenning.
- William (stagione 1), interpretato da Ethan Tudor W..
- Sawyer (stagione 1), interpretato da Henry Max Kendrick.
- Henrietta (stagioni 1-2), interpretata da Jenny Beck.
- Al (stagioni 1-2), interpretato da Austin Judson.
- Frank (stagioni 1-2), interpretato da Ted Markland.
- Donen (stagioni 1-2), interpretato da Cletus Young.

## Produzione
La serie, ideata da Michael Landon, fu prodotta da NBC Productions e girata nei Culver Studios a Culver City e nel Big Sky Ranch a Simi Valley in California. Le musiche furono composte da David Rose.
Tra i registi della serie sono accreditati: William F. Claxton, Michael Landon e Victor French.

## Distribuzione
L'episodio pilota e il primo episodio furono trasmessi negli Stati Uniti dalla rete NBC, raggruppati in un unico episodio, il 3 novembre 1981. Seguirono altri 33 episodi andati in onda fino al 18 settembre 1983.
In Italia la serie è stata trasmessa sul Primo Canale con il titolo Storie della prateria e su reti locali con il titolo I ragazzi di padre Murphy.
In Spagna la serie è stata distribuita con il titolo El padre Murphy, mentre in Francia è stata distribuita come Le grand frère.